# 海浦駅
海浦駅（うみのうらえき）は、熊本県葦北郡芦北町大字海浦にある肥薩おれんじ鉄道線の駅である。駅番号はOR08。

## 歴史

### 駅名の由来
開業時の地名（葦北郡海浦村）が由来。
「海浦」は「田浦」の対義語で、「険しい山が海にすぐ迫っているところの港」を意味する地名である。

### 年表
- 1959年（昭和34年）6月1日：国鉄鹿児島本線の駅として開設[1]。なお、開業当初は普通列車の大半が通過していた（主にディーゼル列車が停車し、機関車牽引列車は通過。但し海水浴シーズンには停車していた）。
- 1978年（昭和53年）10月2日：ダイヤ改正に伴い、全普通列車が停車するようになる。
- 1987年（昭和62年）4月1日：国鉄分割民営化により、JR九州の駅となる[1]。
- 2004年（平成16年）3月13日：九州新幹線部分開業に伴う鹿児島本線（八代駅 - 川内駅間）の経営移管により、肥薩おれんじ鉄道の駅となる[2]。
- 2015年（平成27年）2月27日：駅前広場の整備工事が終了する。ホーム佐敷トンネル側に出入口を設置する。

## 駅構造
単式ホーム1面1線を有する地上駅である。無人駅。ホームには屋根のあるベンチ（簡易待合室）が設置されているのみでトイレは設置されていない。
鹿児島本線時代、1955年に廃止された唐浜仮停車場と1965年に交換設備が設置された上田浦駅、薩摩大川駅を除けば唯一の棒線駅であった。

## 利用状況
| 1日乗降人員推移 | 1日乗降人員推移 |
| 年度            | 1日平均人数     |
| --------------- | --------------- |
| 2011年          | 25              |
| 2012年          | 20              |
| 2013年          | 20              |
| 2014年          | 23              |
| 2015年          | 23              |
| 2016年          | 27              |
| 2017年          | 31              |
| 2018年          | 31              |
| 2019年          | 29              |

## 駅周辺
山と八代海に囲まれた狭い土地に位置しており、駅前後もトンネルに挟まれている。
海側には集落が広がっており、海浦漁港が整備されている。また、国道3号も海側を通っており、産交バスの海浦停留所が設置されている。山側には旧道の薩摩街道が通っており、駅から約1Km程の位置に登録有形文化財である佐敷隧道が掘られている。また、ミカン栽培も盛んである。
- 覚円寺
- 海浦阿蘇神社
- 海浦簡易郵便局
- 国道3号
- 熊本県道56号水俣田浦線

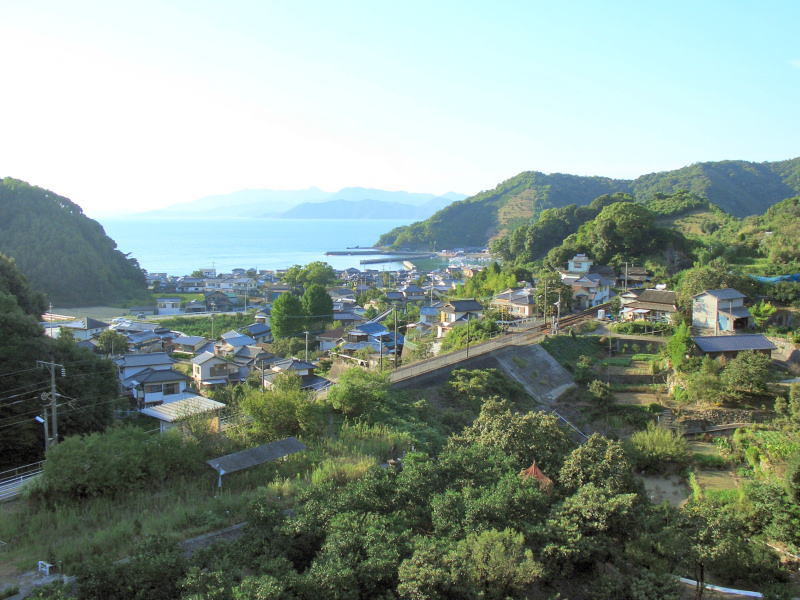
北西を見る
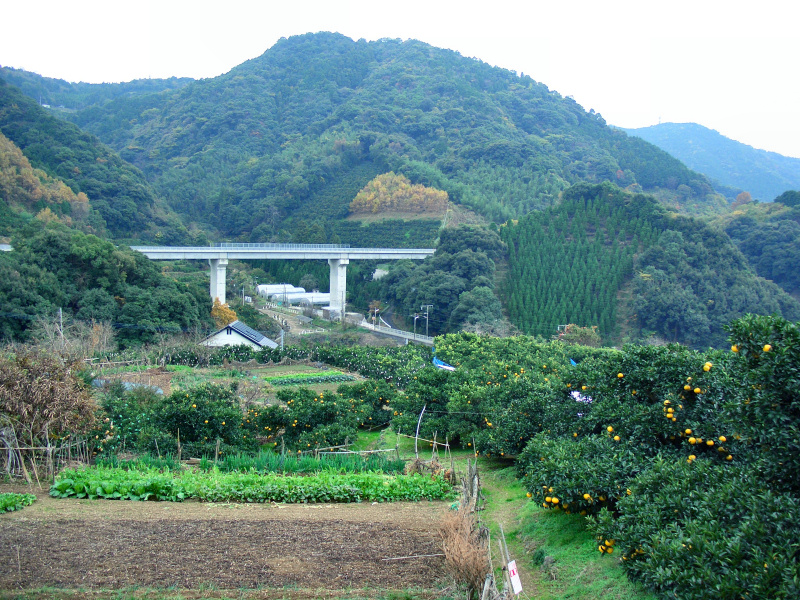
南西を見る
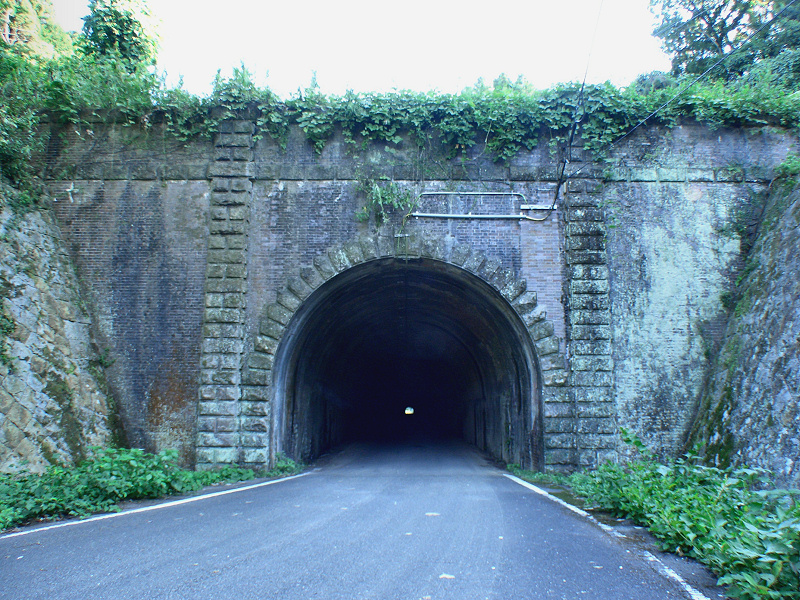
佐敷隧道

## 登場作品
- 放課後ていぼう日誌 - テレビアニメ版の第4話に登場する、「山浦駅」のモデルとなった[5]。

## 隣の駅
肥薩おれんじ鉄道
■肥薩おれんじ鉄道線
肥後田浦駅（OR07）- 海浦駅（OR08） - 佐敷駅（OR09）